# Triángulo de desarrollo Australia-Indonesia-Timor Oriental
El Triángulo de desarrollo Australia-Indonesia-Timor Oriental (TIA-GT), es una iniciativa combinada de las regiones del este de Indonesia, el norte de Australia y la República Democrática de Timor Oriental. Esta iniciativa apunta a promover y fomentar el crecimiento económico a través del desarrollo económico integrado en la región en la que residen estas naciones. El triángulo de desarrollo fue creado en 2012, después de una reunión celebrada por el entonces presidente indonesio, Susilo Bambang Yudhoyono, con Julia Gillard, la entonces  primera ministra de Australia y el ex primer ministro de Timor Oriental, Xanana Gusmão. La iniciativa tiende a apoyar el desarrollo económico, social y cultural, principalmente al atraer inversiones, desarrollar industrias manufactureras, mejorar el capital humano y, en general, construir una relación de cooperación más sólida entre los tres países involucrados. Una razón adicional para la formación de la iniciativa fue acelerar el acceso de Timor Oriental a la Asociación de Naciones del Sudeste Asiático (ASEAN) y cumplir los objetivos establecidos en el Plan de Desarrollo Estratégico de Timor Oriental, como el aumento de la prosperidad económica y la estabilidad de la nación. El triángulo de crecimiento a menudo se interpreta erróneamente como una zona de libre comercio; sin embargo, si bien hay elementos de acuerdos de libre comercio entre Indonesia y Australia específicamente, los términos de la iniciativa del triángulo de crecimiento no están directamente vinculados a estos acuerdos, y las metas del triángulo de desarrollo no abarcan específicamente el libre comercio entre las tres naciones.

## Antecedentes
El Triángulo de desarrollo se inició como resultado de que cada país reconoció diversos beneficios por su participación en una iniciativa con los demás países involucrados. El gobierno de Indonesia cree que la participación en la iniciativa es una oportunidad para desarrollar y fortalecer económicamente las regiones orientales de Indonesia. El gobierno australiano, sin embargo, cita los beneficios de diversificar la industria minera del país y brindar un desarrollo positivo a la ciudad norteña de Darwin y sus alrededores. Timor Oriental ve el potencial para convertirse en un centro de manufactura y logística para materias primas y productos semi-procesados de las islas indonesias circundantes, y apoya la iniciativa por esta razón.

## Geografía e historia común de los países del triángulo
Los tres países están ubicados en la región de Asia-Pacífico.
| País           | Área km²      | Población (2017) | Densidad de población (por km², 2016) |
| -------------- | ------------- | ---------------- | ------------------------------------- |
| Australia      | 7 688 287 km² | 24 598 933       | 3.1                                   |
| Indonesia      | 1 904 569 km² | 263 991 379      | 144.14                                |
| Timor Oriental | 14 874 km²    | 1 296 311        | 85.29                                 |

Timor Oriental estuvo sujeto a la colonización portuguesa desde el siglo XVI. Obtuvo su independencia el 28 de noviembre de 1975 mediante la declaración del Frente Revolucionario para un Timor Oriental Independiente. Nueve días después, Timor Oriental fue invadido, ocupado y declarado provincia de Indonesia. Aunque antes de este evento las relaciones entre Australia e Indonesia fueron en general positivas, durante esta ocupación de Timor Oriental por parte de Indonesia, los funcionarios australianos y el público expresaron su disconformidad con la ocupación. En 1999, Timor Oriental creó un acto de autodeterminación, patrocinado por las Naciones Unidas que reconoció a Timor Oriental como un estado soberano independiente. Australia estuvo involucrada en la posterior estabilización de la nación, incluyendo el liderazgo de una fuerza multinacional de mantenimiento de la paz en este momento. Australia sigue siendo un gran partidario de Timor Oriental, sin embargo, las relaciones han empeorado a raíz del escándalo de espionaje entre Australia y Timor Oriental. 

## Historia y acontecimientos del triángulo de desarrollo
El Triángulo de desarrollo ha sido el resultado de una serie de reuniones y negociaciones entre las tres naciones. El Ministro de Economía y Desarrollo (MED) de Timor Oriental, João Gonçalves, propuso el triángulo de desarrollo al Presidente de Indonesia, Susilo Bambang Yudhoyono, como un proyecto para apoyar las economías e instituciones de las naciones involucradas. En abril de 2011, Paul Henderson, el entonces Ministro Principal del Territorio del Norte de Australia, expresó interés en participar en esta iniciativa. En enero de 2012, Australia e Indonesia organizaron una zona de libre comercio dentro de su territorio, como resultado de un acuerdo entre la ASEAN, Australia y Nueva Zelanda. En mayo de 2012, un informe al Gobierno del Commonwealth de Australia destacó el potencial de cooperación entre Australia, Timor Oriental e Indonesia. El informe consideró particularmente:
1. Programas de desarrollo e implementación en varios sectores para aumentar la conexión entre estos países.
2. Posibilidad de difundir estos programas entre otras islas.
3. Establecimiento de una Fuerza de Tarea Conjunta bajo un Memorando de Entendimiento; Informe de su progreso al Subcomité bilateral de Cooperación Económica.[19]

Desde su formación, Australia, Timor Oriental e Indonesia han implementado varias iniciativas que brindan beneficios a los miembros del triángulo de desarrollo. En septiembre de 2013, Timor Oriental lanzó una Unidad de Misión para la negociación de una plataforma de cooperación entre las tes regiones. En marzo de 2016, representantes de los tres países se reunieron y discutieron una «ruta turística»" entre Bali y Darwin, que conduciría a través de las islas de Flores y Timor y, por lo tanto, brindaría un impulso económico a las tres naciones. En julio de 2018, Australia expresó su apoyo a las intenciones de Timor Oriental de unirse tanto a la ASEAN como a la Organización Mundial del Comercio.(OMC). Australia también se comprometió a ayudar con la futura solicitud de Timor Oriental para unirse a la Mancomunidad de Naciones. En agosto de 2018, Australia e Indonesia reanudaron las negociaciones sobre el Acuerdo de Asociación Económica Integral entre Indonesia y Australia (IA-CEPA), que incluye acuerdos entre las naciones relacionadas con la liberación del comercio, la reducción de aranceles y el establecimiento de algunas condiciones libres de aranceles para el comercio entre Indonesia y Australia.

## ASEAN y los países del triángulo de desarrollo
ASEAN es una organización regional intergubernamental que conecta a diez países del sudeste asiático para la cooperación e integración de su economía, política, seguridad, militar, educación y cultura. Esos miembros son Malasia, Filipinas, Singapur, Tailandia, Brunéi Darussalam, Vietnam, República Democrática Popular Lao, Myanmar, Camboya e Indonesia . Mientras que Australia no es parte de estos diez países miembros, es uno de los ASEAN Plus Six, que incluye seis naciones adicionales con sólidas arquitecturas económicas, políticas, de seguridad y socioculturales, tanto a nivel mundial como en Asia-Pacífico. Otras naciones incluidas en estas seis son China, Japón, Corea del Sur, India y Nueva Zelanda. Timor Oriental ha presentado una solicitud de miembro a la ASEAN desde marzo de 2011, sin embargo, esta adhesión ha sido rechazada cada año desde entonces. Más recientemente, en 2017, la aplicación de Timor Oriental fue aprobada por cuatro de los países miembros originales de la ASEAN, pero se rechazó por los otros seis.

## Otros triángulos y áreas de desarrollo
El concepto del Triángulo de desarrollo Australia-Indonesia-Timor Oriental, se inspiró en el éxito de otras iniciativas de cooperación entre naciones del sudeste asiático y Oceanía. Estas iniciativas subregionales generalmente se enfocan en los países menos desarrollados de la región, con infraestructura menos organizada y conectividad intrarregional; por lo tanto, la mayoría de los proyectos planificados y aprobados por las iniciativas incluyen proyectos de infraestructura, facilitación del comercio y el transporte, así como promoción y facilidades a las inversiones.
Otros triángulos de desarrollo y áreas que se han formado incluyen:
- Subregión del Gran Mekong (GMS)
- Área de desarrollo de la ASEAN Oriental (BIMPT-EAGA)
- Triángulo de desarrollo Indonesia-Malasia-Tailandia (IMT-GT)
- Triángulo de Desarrollo Indonesia-Malasia-Singapur (SIJORI Growth Triangle)
- Triángulo de desarrollo Camboya-Laos-Vietnam (Triángulo de desarrollo CLV)